# Cantó de Bourg-en-Bresse-2
El cantó de Bourg-en-Bresse-2 (en francés canton de Bourg-en-Bresse-2) és una divisió administrativa francesa del departament de l'Ain, creat l'any 2015. Compta amb part del municipi de Bourg-en-Bresse i 3 municipis i el cap és Bourg-en-Bresse.

## Municipis
- Bourg-en-Bresse (part)
- Péronnas
- Saint-Denis-lès-Bourg
- Saint-Rémy

## Consellers departamentals
| Data d'elecció | Identitat       | Partit        | Qualitat |
| -------------- | --------------- | ------------- | -------- |
| 2015 -         | Hélène Cedileau | Divers droite |          |
| 2015 -         | Pierre Lurin    | LR            |          |